# Charlie Houchin
Charles "Charlie" Houchin (Lake Forest, 3 de novembro de 1987) é um nadador norte-americano.
Ganhou duas medalhas de ouro nos Jogos Pan-Americanos de 2011. Participou do revezamento 4x200 m livres dos Estados Unidos nos Jogos Olímpicos de Londres 2012.